# Braches
Braches település Franciaországban, Somme megyében. Lakosainak száma 205 fő (2022. január 1.). Braches Aubvillers, Mailly-Raineval, Moreuil, La Neuville-Sire-Bernard, Sauvillers-Mongival és Trois-Rivières községekkel határos.

## Népesség
A település népességének változása:
| Lakosok száma | 230  | 254  | 261  | 263  | 247  | 232  | 216  | 209  | 205  |
|               | 2013 | 2015 | 2016 | 2017 | 2018 | 2019 | 2020 | 2021 | 2022 |